# Ermita de Santa Bàrbara (Viver)
L'ermita de Santa Bàrbara, localitzada al carrer del Castillo, a Viver, a la comarca de l'Alt Palància, és un antic lloc de culte, actualment en desús per a actes religiosos, catalogat, de manera genèrica Bé de Rellevància Local, segons la Disposició Addicional Cinquena de la Llei 5/2007, de 9 de febrer, de la Generalitat, de modificació de la Llei 4/1998, d'11 de juny, del Patrimoni Cultural Valencià (DOCV Núm. 5.449 / 13/02/2007), amb codi: 12.07.140-005.

## Descripció
Per la inscripció d'una làpida, que s'hi troba en la façana lateral de l'ermita, se sap que va ser fundada en 1606, pel prevere, natural de Viver, Antonio Barrachina.
En un primer moment l'ermita era de majors dimensions, però a conseqüència de l'ampliació del carrer es produí la pèrdua del primer tram, el que se situava als peus del temple, de manera que la portada manierista, amb arc de mig punt, fornícula i ócul superior, apareix actualment en un lateral de l'edifici.
Els materials de construcció utilitzats són senzills, maçoneria irregular amb carreus reforçant les cantonades i obertures.
De propietat municipal, és utilitzat en l'actualitat per a actes culturals, entre els quals destaquen les classes de música.
L'edifici és de planta rectangular, amb coberta exterior a dues aigües rematada amb teules, no presentant ni campanar, ni espadanya.
En la part que correspon interiorment al costat de l'epístola és on inicialment tenia la porta d'accés al lloc de culte, que ara ha quedat transformada en un finestral, en procedir-se a encegar el terç inferior de l'antiga porta. És per això que l'accés al temple es fa per una porta, moderna, amb llinda, situada al carrer del Castillo.
Interiorment presentava nau única de tres crugies, però, com ja s'ha comentat anteriorment, es va reduir posteriorment a tan sols dos trams. D'aquests, un d'ells presenta techumbre, de fusta, a dues aigües, mentre que el tram de la capella major té coberta de volta de canó, recolzada en pilastres. D'altra banda no presenta ornamentació interior destacable.
Es creu que l'estructura de l'ermita va ser modificada, encara que no se sap amb certesa quan exactament, però sí que se sap que va ser modificada abans de la Guerra Civil Espanyola, ja que en els plànols de l'Institut de Regions Devastades queda clar que l'edifici no va sofrir danys durant la contesa.